# Győri Ernő
Győri Ernő (Budapest, 1893. november 12. – 1938 után?) magyar költő, író, újságíró, műfordító. Győri Imre bátyja.

## Életútja
Győri Ferenc és Elkán Lea fiaként született zsidó családban. Budapesten kezdte hírlapírói pályáját, verseit a Nyugat is közölte (1914–18). 1918. május 1-jén Budapesten, a Józsefvárosban házasságot kötött a református vallású Tóth Margittal, Tóth József és Szilágyi Etelka lányával, azonban nem sokkal később elváltak. Romániába 1919 után került, öt évig Kolozsvárt a Keleti Újság, az Új Ember munkatársa, majd a Bukaresti Magyar Hírlap c. hétfői lap szerkesztője (1926–27). Kedveltté tette műfaja, a „színes riport.” Lefordította G. W. Wright A rádiumhalál c. regényét (Brassó, 1927). Még Csíksomlyón áttért a keresztény hitre és a Székelyföldön gyűjtést szervezett, hogy a Brassói Lapok ellen kontralapot indíthasson. Az 1920-as évek végén Párizsba költözött, ahol megnősült.

## Önálló munkái
- Áldott legyél te (színjáték, Modern Könyvtár, Budapest, 1912)
- Isten és nő (verseskötet, Kolozsvár, 1924)
- A Dél Keresztje alatt (regény, Brassó, 1928)